# Essa tal de Gang 90 & As Absurdettes
Essa tal de Gang 90 & Absurdettes é o primeiro dos três álbuns lançados pelo grupo Gang 90 e as Absurdettes, sendo este o único com a presença de seu líder Júlio Barroso, que morreu em 1984 ao cair da janela de um prédio.

## História
Embalados pelo sucesso de "Perdidos na Selva", lançada em compacto em 1981, o grupo foi convidado a produzir um LP próprio. Participaram da gravação do álbum músicos como Guilherme Arantes, Luiz Paulo Simas e Gigante Brazil, além de Wander Taffo (do Rádio Táxi).
O grupo foi precursor, no Brasil, do movimento New wave, tanto no visual como nas músicas, como é evidenciado nas 10 faixas do disco, que destilam doses maciças de bom humor, deboche e cultura descartável aliada a uma inegável influência tropicalista. Isso tudo embalado por um coro feminino, inspirado no grupo B-52s.
Entre os sucessos do disco destacam-se "Nosso Louco Amor", tema da novela "Louco Amor" da Rede Globo, exibida em 1983, "Telefone", "Noite e dia" (parceria de Júlio com Lobão) e "Perdidos na Selva", responsável pela apresentação do grupo ao grande público no Festival MPB Shell 81, na Rede Globo.
Com o passar do tempo, o álbum só vem reafirmando o seu valor histórico, representando um registro fiel de uma geração.

## Músicos
- Júlio Barroso: Vocal
- Herman Torres:  Guitarras e Vocal
- Alice Pink Pank, May East: Vocais
- Lonita Renaux, Wilma Nascimento: Vocais
- Gigante Brazil: Bateria (exceto em "Telefone")
- Albino Infantozzi: Bateria em "Telefone"
- Luiz Paulo Simas: Teclados
- Otávio Fialho: Baixo elétrico
- Wander Taffo: Guitarra solo em "Eu sei, mas eu não sei" e "Convite ao prazer"
- Guilherme Arantes: Teclados em "Noite e dia"

## Faixas.
Lado A.
1. Nosso louco amor (Herman Torres - Júlio Barroso)
2. Românticos a gô-gô (Alice Pink Pank - Júlio Barroso)
3. Telefone (Júlio Barroso)
4. Eu sei, mas eu não sei [I know but i don't know] (F.Infante)
5. Convite ao prazer (Wander Taffo - Julio Barroso - Lee Marcucci)

Lado B.
1. Dada globe orixás [Spaced out in paradise] (C.Stevens - L.Gomes)
2. Perdidos na selva (Júlio Barroso - Márcio Vaccari - Guilherme Arantes)
3. Noite e dia (Júlio Barroso - Lobão)
4. Mayacongo (Luiz Fernando Borges - Júlio Barroso - Luiz Paulo Simas)
5. Jack Kerouac (Alice Pink Pank - Júlio Barroso)